# Alma Karla Sandoval
Alma Karla Sandoval Arizabalo (Jojutla, 1975) es una poeta, narradora, periodista y profesora mexicana. 

## Biografía
Nació en Jojutla, Morelos. Estudió en la Escuela de Periodismo Carlos Septién García y de la Escuela de Escritores de la Sogem. Especialista en Enseñanza del Español como Lengua Extranjera por la Universidad Complutense de Madrid y magíster cum laude en Literatura Latinoamericana por la Universidad Javeriana de Bogotá, Colombia. Cuenta, también, con las maestrías en Periodismo Político (EPCSG) y Ética y Construcción Social por la Universidad de Deusto, Bilbao. Doctora en Literatura por el CIDHEM, actualmente es Profesora en la Escuela de Escritores Ricardo Garibay, así como coordinadora del Taller de Creación Literaria del Tecnológico de Monterrey, campus Cuernavaca. Diseñó Cartas que danzan, programa acreedor del estímulo Federal, “Correr con lobas”, para proyectos con Perspectiva de Género en Morelos. Es la creadora de Fialova, librería de mujeres, y escribió la pentalogía feminista: Cartas a una joven feminista, Las delatoras, Vocabularia, primer Diccionario feminista de Latinoamérica, Feministario y Diatribas del amor romántico. 
Ha sido representante de México y Morelos en diversos festivales, encuentros, así como jornadas internacionales de literatura en España, Colombia, Brasil, Guatemala, El Salvador, Panamá, Honduras, Nicaragua y Puerto Rico. Parte de su obra se encuentra distintas antologías de Iberoamérica. Su obra ha sido traducida al inglés, italiano, portugués, ruso, francés y rumano. Poemas suyos aparecen en diversas revistas de literatura.  
En honor a su trayectoria existe desde 2024 el Premio Nacional de Poesía Alma Karla Sandoval dirigido a mujeres mayores de 38 años, el único en su tipo en todo México y en el Estado de Morelos. 

## Premios y reconocimientos
- Beca del FOECA en 1999.
- Beca del FONCA en 2000.
- En 2010 fue galardonada con la Beca de Creadores e Intérpretes con trayectoria del PECDA para escribir un libro de cuentos.
- Ganadora del Premio Nacional de Periodismo AMMPE en 2011.
- Primer lugar en novela corta en los Juegos Florales de Cuernavaca en 2012.
- Primero y segundo lugar en cuento en los Juegos Florales de Cuernavaca en 2012.
- Es dos veces primer lugar del Concurso Nacional de Creación Literaria del ITESM en 2011 y 2012.
- Premio Nacional a la Innovación Educativa del VI Congreso Nacional de Ética y Ciudadanía del ITESM, con el proyecto Encuentro Internacional de Cuento Corto, “Cuéntalo Real”.
- En 2013 obtuvo el Premio Nacional de Poesía Ignacio Manuel Altamirano.
- Es Premio Mujer Tec 2015 en la categoría de Arte.
- Ganadora, por su primera novela, del Premio Nacional de Narrativa Dolores Castro, 2015.
- Ganó los primeros Juegos Florales Nacionales de Tepic, Nayarit, 2015, en poesía.
- Fue reconocida con el Premio Profesor Inspirador 2016 que otorga el Instituto de Estudios Tecnológicos de Monterrey.
- Se le concedió nuevamente la beca del PECDA para Creadores con Trayectoria en 2018.
- Ganó el Premio al Mérito Periodístico 2019 del Estado de Morelos en el género de crónica.
- Seleccionada residencia artística Faber 2019, en Cataluña.
- Premio Nacional de Poesía María Elena Solórzano, 2019.
- Se le reconoció con el Premio Gran Mujer de México 2019, por su defensa de los derechos humanos.
- Ganadora de la Convocatoria de Obra Inédita 2019 de la Secretaría de Cultura de Morelos en la categoría de ensayo.
- Obtuvo la beca del Sistema Nacional de Creadores de Arte en 2020.
- Doctorado honoris causa que otorga del Claustro Doctoral de México en 2022.
- Premio Nacional de Ensayo Dolores Castro en 2023.
- Reconocimiento honorario con el Premio Nacional de Poesía Alma Karla Sandoval.

## Obras

### Poesía
- Corredor de las antorchas (2000). Universidad del Estado de México
- Todo es edad (2003). Universidad del Estado de Morelos
- Estacionamiento de avestruces (2006). Editorial Domingo Atrasado, Bogotá, Colombia
- La misma escarcha (2009). Editorial Pasto Verde de Orizaba, Veracruz
- Para un árbol amarillo (2010). Editorial Eternos Malabares, FONCA y CONACULTA
- Cementerio de pequeñas cosas (2011). Editorial Zetina, Cuernavaca
- La dueña de la isla (2012). Editorial Lengua de diablo, Cuernavaca
- Vaga forma de acercase a la luz para quemarla (2015). Editorial Simiente, Cuernavaca, Morelos
- Beijing entonces (2015). Ediciones Torremozas, Madrid, España. [10]
- Náutica del fuego, antología (2015). Editorial Sediento, México, DF.
- Tratado de bengalas (2015). Mantis Editores. Premio Nacional de Poesía Ignacio Manuel Altamirano 2013
- Testimonial de otras palomas (2015). Instituto de Cultura de Tepic, Nayarit. Premio Nacional de Poesía “Noble Ciudad de Tepic”
- Donde el pez termina (2016). Ediciones y Punto, Cuernavaca, Morelos
- Hay un después (2017). Editorial Astrolabio, Cuernavaca, Morelos
- Ciruelas para los jinetes (2018). Ediciones Simiente, Cuernavaca, Morelos
- Tiempo de anémonas (2019). Proyecto Editorial La Chifurnia, Festival Internacional de Poesía en Puerto Rico
- Por defecto de melena (2019). Tintanueva Ediciones, CDMX. Premio Nacional de Poesía María Elena Solórzano
- Un claro en el bosque de la cadencia. Antología 2000-2020 (2020). Editora Urutau, Madrid.
- De un campo lirio (2020). Los libros del perro, Ciudad de México.
- Algo roto, algo quemado y algo negro. Antología improbable (2021). Bitácora de vuelos, Coahuila, México.
- Esquina del insomnio, plaquette (2021). Editora BGR. Alicante, España.
- Teoría del fin del aire (2022). El Taller Blanco Ediciones, Colombia.
- Asunción del verbo (2023). Lengua de Diablo, Cuernavaca, México.

### Narrativa
- Todos los mares llevan a Virginia (2014). Editorial Sediento, México, DF. (cuento)
- La llave de abril (2015). Ediciones y Punto, Cuernavaca, Morelos (cuento infantil)
- Cuaderno negro para el ojo (2015). Instituto Aguascalentense para la Cultura. Premio Nacional de Narrativa Dolores Castro, Aguascalientes (novela)
- Desde el corazón siberiano (2018). Ediciones B, Penguin Random House (Novela).
- Trampa de Kafka (2021). Editorial BGR, España (cuento). [11]

### Ensayo
- De una antípoda a otra, ensayos para caminar bajo el mal tiempo y una crítica a la educación (2015). Ediciones y Punto, Cuernavaca, Morelos
- Cartas a una joven feminista (2018). Editorial Zetina, Querétaro
- Cien maneras de no ser profesor en este siglo (2018). Editorial Fialova, Cuernavaca, Morelos
- Las delatoras (2018). Ediciones Omecihuatl, Cuernavaca, Morelos
- Notas outsiders en una mañana portuguesa (2019). Ediciones Camelot, Madrid, España
- Instructivo para ser publicada en "editoriales bien" o entrevistada por periodistas que sí dan a conocer tus respuestas (2019). Editorial Infinita, CDMX
- Vocabularia, diccionario feminista (2019). Ediciones Infinita, CDMX.
- Feministario (2019). Ediciones Infinita, CDMX.
- Diatribas del amor romántico (2020). Editorial Infinita, Cuernavaca.
- Necroescritura de los días muy vivos (2020). FEDEM, Secretaría del Estado de Morelos, Cuernavaca.
- Cartas que danzan (2022). Infinita, CDMX.
- ¿Indias que se aman, blancas que no saben brincar, afrodescendientes con demasiado orgullo y feminismos en disputa? La quinta ola es autocrítica (2023). Infinita, Cuernavaca.
- Resplandor de una nube con memoria (2023). Instituto Aguascalentense para la Cultura. Premio Nacional de Ensayo Dolores Castro, Aguascalientes.
- Resplandor de una nube con memoria seguido de Editopatriarcado, la escritura tutelada. (2024). Los libros del Capitán. CDMX.

### Crónica
- Para mirar a los arcángeles (2019). Editorial Astrolabio, Morelos